# 2008年のMLBドラフト
2008年のMLBドラフト（2008 First-Year Player Draft）は、メジャーリーグベースボール (MLB)の第49回ドラフト会議で、2008年6月5日から6日にかけてに行われたアマチュアドラフトである。

## 1巡目指名
|  | = オールスター |  | = WBC出場  |  |
|  | = MLB未出場    |  | = 契約せず |  |

| 順位 | 選手                         | チーム                         | 守備位置    | 学校                                |
| ---- | ---------------------------- | ------------------------------ | ----------- | ----------------------------------- |
| 1    | ティム・ベッカム             | タンパベイ・レイズ             | 遊撃手      | グリフィン高等学校 (GA)             |
| 2    | ペドロ・アルバレス           | ピッツバーグ・パイレーツ       | 三塁手      | ヴァンダービルト大学 (TN)           |
| 3    | エリック・ホズマー           | カンザスシティ・ロイヤルズ     | 一塁手      | アメリカン・ヘリテージ高等学校 (FL) |
| 4    | ブライアン・マトゥス         | ボルチモア・オリオールズ       | 投手        | サンディエゴ大学                    |
| 5    | バスター・ポージー           | サンフランシスコ・ジャイアンツ | 捕手        | フロリダ州立大学                    |
| 6    | カイル・スキップワース       | フロリダ・マーリンズ           | 捕手        | パトリオット高等学校 (CA)           |
| 7    | ヨンダー・アロンソ           | シンシナティ・レッズ           | 一塁手      | マイアミ大学 (FL)                   |
| 8    | ゴードン・ベッカム           | シカゴ・ホワイトソックス       | 遊撃手      | ジョージア大学                      |
| 9    | アーロン・クロウ             | ワシントン・ナショナルズ       | 投手        | ミズーリ大学                        |
| 10   | ジェイソン・カストロ         | ヒューストン・アストロズ       | 捕手        | スタンフォード大学 (CA)             |
| 11   | ジャスティン・スモーク       | テキサス・レンジャーズ         | 一塁手      | サウスカロライナ大学                |
| 12   | ジェマイル・ウィークス       | オークランド・アスレチックス   | 二塁手      | マイアミ大学 (FL)                   |
| 13   | ブレット・ウォラス           | セントルイス・カージナルス     | 三塁手      | アリゾナ州立大学                    |
| 14   | アーロン・ヒックス           | ミネソタ・ツインズ             | 外野手      | ウッドロー・ウィルソン高等学校 (CA) |
| 15   | イーサン・マーティン         | ロサンゼルス・ドジャース       | 投手        | Stephens County High School (GA)    |
| 16   | ブレット・ロウリー           | ミルウォーキー・ブルワーズ     | 捕手        | ブルックスウッド高等学校 (カナダ)   |
| 17   | デビッド・クーパー           | トロント・ブルージェイズ       | 一塁手      | カリフォルニア大学バークレー校      |
| 18   | アイク・デービス             | ニューヨーク・メッツ           | 一塁手      | アリゾナ州立大学                    |
| 19   | アンドリュー・キャッシュナー | シカゴ・カブス                 | 投手        | テキサスクリスチャン大学            |
| 20   | ジョシュ・フィールズ         | シアトル・マリナーズ           | 投手        | ジョージア大学                      |
| 21   | ライアン・ペリー             | デトロイト・タイガース         | 投手        | アリゾナ大学                        |
| 22   | リース・ヘイブンズ           | ニューヨーク・メッツ           | 遊撃手      | サウスカロライナ大学                |
| 23   | アラン・ダイクストラ         | サンディエゴ・パドレス         | 一塁手      | ウェイクフォレスト大学 (NC)         |
| 24   | アンソニー・ヒューイット     | フィラデルフィア・フィリーズ   | 遊撃手      | Salisbury School (CT)               |
| 25   | クリスチャン・フリードリック | コロラド・ロッキーズ           | 投手        | イースタンケンタッキー大学          |
| 26   | ダニエル・シュレーレス       | アリゾナ・ダイヤモンドバックス | 投手        | アリゾナ大学                        |
| 27   | カルロス・グティエレス       | ミネソタ・ツインズ             | 投手        | マイアミ大学 (FL)                   |
| 28   | ゲリット・コール             | ニューヨーク・ヤンキース       | 投手        | オレンジ・ルーテル高等学校 (CA)     |
| 29   | ロニー・チゼンホール         | クリーブランド・インディアンス | 遊撃手      | ピット短期大学 (NC)                 |
| 30   | ケイシー・ケリー             | ボストン・レッドソックス       | 遊撃手/投手 | サラソタ高等学校 (FL)               |

## 1巡目補足指名
| 順位 | 選手                   | チーム                         | 守備位置 | 学校                                 |
| ---- | ---------------------- | ------------------------------ | -------- | ------------------------------------ |
| 31   | シューター・ハント     | ミネソタ・ツインズ             | 投手     | テュレーン大学 (LA)                  |
| 32   | ジェイク・オドリッジ   | ミルウォーキー・ブルワーズ     | 投手     | ハイランド高等学校 (IL)              |
| 33   | ブラッドリー・ホルト   | ニューヨーク・メッツ           | 投手     | ノースカロライナ大学ウィルミントン校 |
| 34   | ザック・コリアー       | フィラデルフィア・フィリーズ   | 左翼手   | チノヒルズ高等学校 (CA)              |
| 35   | エバン・フレドリクソン | ミルウォーキー・ブルワーズ     | 投手     | サンフランシスコ大学                 |
| 36   | マイク・モンゴメリー   | カンザスシティ・ロイヤルズ     | 投手     | ウィリアム・S・ハート高等学校 (CA)   |
| 37   | コナー・ガレスピー     | サンフランシスコ・ジャイアンツ | 三塁手   | ウィチタ州立大学 (KS)                |
| 38   | ジョーダン・ライルズ   | ヒューストン・アストロズ       | 投手     | ハーツビル高等学校 (SC)              |
| 39   | ランス・リン           | セントルイス・カージナルス     | 投手     | ミシシッピ大学                       |
| 40   | ブレット・デボール     | アトランタ・ブレーブス         | 投手     | ナイスビル高等学校 (FL               |
| 41   | ライアン・フラハーティ | シカゴ・カブス                 | 遊撃手   | ヴァンダービルト大学 (TN)            |
| 42   | ジャフ・デッカー       | サンディエゴ・パドレス         | 中堅手   | サンライズ・マウンテン高等学校 (AZ)  |
| 43   | ウェイド・マイリー     | アリゾナ・ダイヤモンドバックス | 投手     | サウスイースタン・ルイジアナ大学     |
| 44   | ジェレミー・ブライヒ   | ニューヨーク・ヤンキース       | 投手     | スタンフォード大学 (CA)              |
| 45   | ブライアン・プライス   | ボストン・レッドソックス       | 投手     | ライス大学 (TX)                      |
| 46   | ローガン・フォーサイス | サンディエゴ・パドレス         | 三塁手   | アーカンソー大学                     |

## その他注目選手
| 巡 目 | 順 位 | 選 手                                  | チ ｜ ム                                   | 守 備 位 置 | 学 校                                         |
| ----- | ----- | -------------------------------------- | ------------------------------------------ | ----------- | --------------------------------------------- |
| 2     | 49    | ジョニー・ジアボテラ                   | ピッツバーグ・パイレーツ                   | 二塁手      | ニューオーリンズ大学 (LA)                     |
| 2     | 52    | ブラッド・ハンド                       | フロリダ・マーリンズ                       | 投手        | チャスカ高等学校 (MN)                         |
| 2     | 57    | ロビー・ロス                           | テキサス・レンジャーズ                     | 投手        | レキシントン・クリスチャン・アカデミー (KY)   |
| 2     | 58    | タイソン・ロス                         | オークランド・アスレチックス               | 投手        | カリフォルニア大学バークレー校                |
| 2     | 72    | チャーリー・ブラックモン               | コロラド・ロッキーズ                       | 外野手      | ジョージア工科大学                            |
| 2     | 73    | ブライアン・ショウ                     | アリゾナ・ダイヤモンドバックス             | 投手        | カリフォルニア州立大学ロングビーチ校          |
| 2     | 74    | タイラー・チャットウッド               | ロサンゼルス・エンゼルス・オブ・アナハイム | 投手        | レッドランズ・イーストバレー高等学校 (CA)     |
| 3     | 79    | ジョーディー・マーサー                 | ピッツバーグ・パイレーツ                   | 遊撃手      | オクラホマ州立大学                            |
| 3     | 87    | ダニー・エスピノーサ                   | ワシントン・ナショナルズ                   | 投手        | マター・デイ高等学校 (CA)                     |
| 3     | 96    | クレイグ・キンブレル                   | アトランタ・ブレーブス                     | 投手        | ウォレス・ステート・コミュニティカレッジ (AL) |
| 3     | 100   | カーク・ニューエンハイス               | ニューヨーク・メッツ                       | 外野手      | アズサ・パシフィック大学 (CA)                 |
| 3     | 102   | バンス・ウォーリー                     | フィラデルフィア・フィリーズ               | 投手        | カリフォルニア州立大学ロングビーチ校          |
| 3     | 104   | ジョシュ・リンドブロム                 | ヒューストン・アストロズ                   | 投手        | ウィリアム・ヘンリー・ハリソン高等学校 (IN)   |
| 4     | 114   | チェイス・ダーノー                     | ピッツバーグ・パイレーツ                   | 遊撃手      | ペパーダイン大学 (CA)                         |
| 4     | 117   | ブランドン・クロフォード               | サンフランシスコ・ジャイアンツ             | 遊撃手      | カリフォルニア大学ロサンゼルス校              |
| 4     | 127   | ディー・ゴードン                       | ロサンゼルス・ドジャース                   | 投手        | セミノール短期大学 (FL)                       |
| 4     | 136   | トレバー・メイ                         | フィラデルフィア・フィリーズ               | 投手        | ケルソー高等学校 (WA)                         |
| 4     | 139   | バディ・ボッシャーズ                   | ロサンゼルス・エンゼルス・オブ・アナハイム | 投手        | カルフーン・コミュニティカレッジ (AL)         |
| 5     | 145   | ジョン・ラム                           | カンザスシティ・ロイヤルズ                 | 投手        | ラグナヒルズ高等学校 (CA)                     |
| 5     | 150   | ダニエル・ハドソン                     | シカゴ・ホワイトソックス                   | 投手        | オールド・ドミニオン大学 (VA)                 |
| 5     | 163   | アレックス・アビラ                     | デトロイト・タイガース                     | 捕手        | アラバマ大学                                  |
| 5     | 165   | アンソニー・バス                       | サンディエゴ・パドレス                     | 投手        | ウェイン州立大学 (MI)                         |
| 5     | 168   | コリン・カウギル                       | アリゾナ・ダイヤモンドバックス             | 外野手      | ケンタッキー大学                              |
| 5     | 171   | ザック・パットナム                     | クリーブランド・インディアンス             | 投手        | ミシガン大学                                  |
| 6     | 174   | ロビー・グロスマン                     | ピッツバーグ・パイレーツ                   | 外野手      | サイ・フェア高等学校 (TX)                     |
| 6     | 182   | J.B.シャック                           | ヒューストン・アストロズ                   | 外野手      | オハイオ州立大学                              |
| 6     | 183   | リチャード・ブレイアー                 | テキサス・レンジャーズ                     | 投手        | フロリダ・ガルフ・コースト大学                |
| 6     | 191   | ジョシュ・ハリソン                     | シカゴ・カブス                             | 二塁手      | シンシナティ大学 (OH)                         |
| 6     | 202   | ライアン・ラバーンウェイ               | ボストン・レッドソックス                   | 捕手        | イェール大学 (CT)                             |
| 7     | 206   | ケイレブ・ジョゼフ                     | ボルチモア・オリオールズ                   | 捕手        | リプスコム大学 (TN)                           |
| 7     | 219   | エリック・テームズ                     | トロント・ブルージェイズ                   | 外野手      | ペパーダイン大学 (CA)                         |
| 7     | 230   | カイル・ヒガシオカ                     | ニューヨーク・ヤンキース                   | 捕手        | エディソン高等学校 (CA)                       |
| 7     | 232   | ティム・フェデロビッチ                 | ボストン・レッドソックス                   | 捕手        | ノースカロライナ大学チャペルヒル校            |
| 8     | 253   | アンディ・ダークス                     | デトロイト・タイガース                     | 外野手      | ウィチタ州立大学 (KS)                         |
| 8     | 254   | エリック・キャンベル                   | ニューヨーク・メッツ                       | 三塁手      | ボストンカレッジ (MA)                         |
| 9     | 281   | ジェイ・ジャクソン                     | シカゴ・カブス                             | 投手        | ファーマン大学 (SC)                           |
| 10    | 301   | トミー・ミローン                       | ワシントン・ナショナルズ                   | 投手        | 南カリフォルニア大学                          |
| 10    | 309   | ダニー・ファーカー                     | トロント・ブルージェイズ                   | 投手        | ルイジアナ大学ラファイエット校                |
| 10    | 315   | アンドリュー・アルバース               | サンディエゴ・パドレス                     | 投手        | ケンタッキー大学                              |
| 11    | 337   | ネイサン・イオバルディ                 | ロサンゼルス・ドジャース                   | 投手        | アルビン高等学校 (TX)                         |
| 13    | 409   | マイケル・コーン                       | ロサンゼルス・エンゼルス・オブ・アナハイム | 投手        | チャールストン大学 (SC)                       |
| 14    | 421   | ルイス・コールマン                     | ワシントン・ナショナルズ                   | 投手        | ルイジアナ州立大学                            |
| 14    | 440   | デビッド・フェルプス                   | ニューヨーク・ヤンキース                   | 投手        | ノートルダム大学 (IN)                         |
| 15    | 453   | ジョーイ・バトラー                     | テキサス・レンジャーズ                     | 外野手      | ニューオーリンズ大学 (LA)                     |
| 16    | 481   | タイラー・ムーア                       | ワシントン・ナショナルズ                   | 一塁手      | ミシシッピ州立大学                            |
| 16    | 483   | ジャスティン・ミラー                   | テキサス・レンジャーズ                     | 投手        | カリフォルニア州立大学フレズノ校              |
| 18    | 547   | アレン・ウェブスター                   | ロサンゼルス・ドジャース                   | 投手        | ダルトン・マクマイケル高等学校 (NC)           |
| 19    | 571   | スティーブ・ロンバードージー・ジュニア | ワシントン・ナショナルズ                   | 遊撃手      | セントピーターズバーグ・カレッジ (FL)         |
| 20    | 620   | パット・ベンディット                   | ニューヨーク・ヤンキース                   | 投手        | クレイトン大学 (NE)                           |
| 22    | 655   | ブレイン・ハーディ                     | カンザスシティ・ロイヤルズ                 | 投手        | ルイス＝クラーク州立大学 (ID)                 |
| 23    | 702   | ブランドン・マウラー                   | シアトル・マリナーズ                       | 投手        | オレンジ・ルーテル高等学校 (CA)               |
| 25    | 753   | タナー・ロアーク                       | テキサス・レンジャーズ                     | 投手        | イリノイ大学                                  |
| 25    | 757   | ジェリー・サンズ                       | ロサンゼルス・ドジャース                   | 外野手      | カトーバ大学 (NC)                             |
| 27    | 828   | ライアン・クック                       | アリゾナ・ダイヤモンドバックス             | 投手        | 南カリフォルニア大学                          |
| 30    | 906   | マイケル・トンキン                     | ミネソタ・ツインズ                         | 投手        | パームデール高等学校 (CA)                     |
| 31    | 937   | マット・マギル                         | ロサンゼルス・ドジャース                   | 投手        | ロイヤル高等学校 (CA)                         |
| 32    | 965   | サム・フリーマン                       | セントルイス・カージナルス                 | 投手        | カンザス大学 (KS)                             |
| 34    | 1038  | ジェイク・エルモア                     | アリゾナ・ダイヤモンドバックス             | 遊撃手      | アリゾナ州立大学                              |
| 38    | 1156  | ジャレッド・コザート                   | フィラデルフィア・フィリーズ               | 投手        | クリア・クリーク高等学校 (TX)                 |
| 41    | 1235  | ケビン・シーグリスト                   | セントルイス・カージナルス                 | 投手        | パームビーチ州立大学 (FL)                     |
| 42    | 1275  | ブラッド・ブラック                     | サンディエゴ・パドレス                     | 投手        | モンマス・カレッジ (IL)                       |
| 43    | 1286  | オリバー・ドレイク                     | ボルチモア・オリオールズ                   | 投手        | アメリカ海軍兵学校 (MD)                       |